# Сисачка катедрала

Сисачка катедрала (лат. Cathedralis Sisciensis) познатија као Узвишења Светог крста је главна катедрала Сисачке бискупије. Катедралом је проглашена у децембру 2009. године, након оснивања Сисачке бискупије, а до тада је била жупна црква. Кроз више векова она је била место окупљања и исходиште живота у граду Сиску.

## Положај
Налази се у самом центру Сиска на Тргу бана Јосипа Јелачића, у непосредној близини археолошког парка „Siscia in situ”.
Координате: 45°29′04″ N; 16°22′22″ E.

## Историја
Сисачка катедрала, како је записано у црквеним књигама, на овом месту постоји ab imemorabili, што значи од памтивека. У древном римском граду Сисцији, како се Сискак тада звао, сигурно се зна да је било више базилика и цркви, али где су се тачно налазиле, није засада познато.
Верује се да је на месту данашње катедрале у ранокршћанској Сисцији, када је хршћанство било забрањена вера од стране Диоклецијана, вероватно био тајни молитвени дом (лат. Domus ecclesia) у коме су се окупљали и молили први хришћани скривајући се од римљана.
Најстарији сачувани списак жупа Загребачке бискупије из 1334. године, на првом месту наводи Сисачку катедралу (лат. Primo ecclesia Sancti crucis de Sziszek - Прво црква Светог Крижа у Сиску). 
У артефактима из 16. и 17. века, сачувани су различити ликовни прикази, велике битке са Турцима код Сиска 1593. године, у којима је приказана и цркву на месту где се налази данашња Катедрала Узвишења Светог крста. Након окончања Турске опасаде, црква се обнавља, а у сачуваним канонским визитацијама  описиана је црква и црквени посед.
Црквено здање у барокном стилу свој првобитни изглед добило је у првој половини 18. века од 1702. до 1760., када је 1759. године, окончана градња црква а потом и звоника 1760. године. Црква је освећена 1765. године.
Током више од 250 година постојања грађевина је мењала изглед, тако да су временом барокна обележја и украси, замењени оним који у стилу класицизма и сецесијске.
Прва већа обнова грађевини учињена је након земљотреса из 1909. године када је старо барокно прочеље замењено новим, изведеном у неокласицистичком стилу са детаљима сецесије, који су и данас присутни на цркви. 
Друга мања обнова цркве учињена је с краја 20. века, након делимичних оштећена насталих током рата вођеног на простору бивше Југославије.

## Статус
Одлуком папе Бенедикта XVI од 5. децембра 2009. године, након реоснивања Сисачке бискупију на челу с бискупом Владом Кошићем, Сисачка катедрала је проглашена за жупну катедралу.
Црква је проглашена за споменик културе од значаја за историју Хрватске.